# Amilcare Ponchielli
Amilcare Ponchielli (ur. 31 sierpnia 1834 w Paderno Fasolaro, zm. 16 stycznia 1886 w Mediolanie) – włoski kompozytor, profesor w konserwatorium w Mediolanie. Największą sławę przyniosły mu opery, pisał jednak także balety i kantaty.

## Życiorys
Ponchielli urodził się w Paderno Fasolaro (obecnie Paderno Ponchielli) koło Cremony. Z początku był organistą w Cremonie, później zaś – dyrygentem orkiestry miejskiej w Piacenzy. W wieku 22 lat skomponował pierwszą operę Narzeczeni (wł. I promessi sposi). Sukces przyniosła mu następna opera Litwini (wł. I Lituani) z roku 1874, której libretto jest oparte na powieści poetyckiej Adama Mickiewicza Konrad Wallenrod. W 1876 roku wystawiono Giocondę, najbardziej znane dzieło Ponchiellego, z którego pochodzi często wykonywany na estradach Taniec godzin. Od roku 1881 Ponchielli był organistą i kierownikiem chóru przy katedrze w Bergamo, a od roku 1883 – profesorem kompozycji w konserwatorium w Mediolanie. Jednym z uczniów Ponchiellego był Giacomo Puccini.

## Opery
- Il sindaco babbeo, 1851
- I promessi sposi, 1856
- Bertrando del Bornio, 1858
- La Savoiarda, 1861
- Roderico, re dei Goti, 1863
- Narzeczeni (I promessi sposi), 1872
- Il parlatore eterno, 1873
- Litwini(inne języki) (I Lituani), adaptacja „Konrada Wallenroda” Adama Mickiewicza, 1874
- Gioconda (La Gioconda), 1876
- Il figliuol prodigo, 1880
- Marion Delorme, 1885